# Albert Dauzat
Albert Dauzat (Guéret, 4 de juliol de 1877 - París, 31 d'octubre de 1955) fou un lingüista francès.

## Vida i obra
Dauzat feu els estudis secundaris a Auxerre i a Chartres. Després va estudiar dret i lletres a la Sorbonne, i va obtenir el grau de doctor el 1906, amb una tesi titulada Essai de méthodologie linguistique dans le domaine des langues et des patois romans. Va continuar la seva recerca a l'École pratique des hautes études on fou alumne de Jules Gilliéron i en va esdevenir professor associat el 1913 i director més tard. Ja el 1938 Albert Dauzat va presidir el primer Congrés internacional de Toponímia i Antroponímia a París. És conegut pels seus treballs d'onomàstica (toponímia i antroponímia) que continuen essent obres de referència, tot i que ja no estan al dia. Particularment els seus diccionaris (de noms de lloc i de persona) han conegut nombroses edicions i reedicions fins a època ben recent (vegeu la bibliografia).
També es dedicà a la dialectologia i a la geografia lingüística, particularment sobre les parles de l'Alvèrnia. Fou l'impulsor d'un nou projecte d'atles lingüístic després de l'Atlas linguistique de la France de Jules Gilliéron; va proposar un atles lingüístic de França per regions. Fruit d'aquest projecte (siglat NALF; és a dir, Nouvel atlas linguistique de la France) són diversos atles, editats pel CNRS, la majoria dels quals porten un títol uniforme de Atlas linguistique et ethnographique de ... amb el nom de la zona estudiada.
Dauzat fou fundador i director de la important revista de lingüística Le français moderne i de la Revue internationale d'onomastique, publicada a París a partir de 1949 i fins a 1977, continuada després en la Nouvelle revue d'onomastique.

## Reconeixement
La Société française d'onomastique atorga bianualment des de 1971 el premi Albert Dauzat a un treball d'antroponímia o toponímia dels països francòfons.
Diverses obres d'Albert Dauzat reberen en el seu moment premis de l'Académie Française.

## Obres publicades

### Sobre francès
- La Langue française d'aujourd'hui, évolution, problèmes actuels, París 1908
- La Vie du langage, Parí s 1910, 1922, (reprint: Hildesheim 2001)
- La défense de la langue française, París 1912
- Les argots de métiers franco-provençaux, París 1917, (reprint: Ginebra 1976)
- L'Argot de la guerre, d'après une enquête auprès des officiers et soldats, París 1918, 2007
- La philosophie du langage, París 1927, 1993
- Les Argots, París 1928
- Histoire de la langue française, París 1930
- (Ed.) Où en sont les études de français, París 1935
- Dictionnaire étymologique de la langue française, París 1938 (amb Jean Dubois i Henri Mitterand),
- Nouveau dictionnaire étymologique et historique, París 1964, 2a ed. 1971, 4ta ed. 1980, 1991, 1993, 2005
- Tableau de la langue française, París 1939, 1967
- Le Génie de la langue française, París 1942, 1954, 1979
- Les Etapes de la langue française, París 1944, 4ta ed. 1956 (Que sais-je ? 167)
- Etudes de linguistique française, París 1945
- Voyage à travers les mots, París 1946
- Grammaire raisonnée de la langue française, Lyon 1947, 3a ed. París 1952
- Précis d'histoire de la langue et du vocabulaire français, París 1949
- Phonétique et grammaire historiques de la langue française, París 1950
- Le Guide du bon usage, París 1954

### Onomàstica
- Les Noms de personnes, París 1925, 4ta ed. 1950
- Les Noms de lieux, París 1926, 1937
- La Toponymie française, París 1939, 1960, 1971
- Les noms de famille de France. Traité d'anthroponymie française, París 1945, 1949, 1977, 1988
- Dictionnaire étymologique des noms de famille et prénoms de France, Paris 1951, (revisat i ampliat per Marie-Thérèse Morlet) París 1967, 1980, Paris 2001
- Dictionnaire étymologique des noms de rivières et de montagnes en France (amb Gaston Deslandes, editat per Charles Rostaing) París 1962, 1982
- (amb Charles Rostaing [1904–1999]) Dictionnaire étymologique des noms de lieux de France, París 1963, 1989

### Geografia lingüística
- Études linguistiques sur la Basse-Auvergne : Phonétique historique du patois de Vinzelles (Puy-de-Dôme). Morphologie du patois de Vinzelles. Géographie phonétique d'une région de la Basse-Auvergne. Glossaire étymologique du patois de Vinzelles, 4 volums París 1897, 1900, 1906, Montpellier 1915
- Essais de géographie linguistique, París 1914
- Le Français et l'anglais, langues internationales, París 1915
- Essais de géographie linguistique. Noms d'animaux, París 1921
- La Géographie linguistique, París 1922, 1943
- Les Patois, París 1927
- Essais de géographie linguistique. Nouvelle série, París 1938
- L'Europe linguistique, París 1940, 2a ed. París 1953

### Altres (viatges, etnografia)
- L'Italie nouvelle, París 1909
- Pour qu'on voyage. Essai sur l'art de bien voyager, París 1911
- L'Espagne telle qu’elle est, París 1912
- L'Expansion italienne, París 1914
- Un mois dans les Alpes, París 1922
- Le Rhône des Alpes à la mer, París 1928
- L'Autriche, París 1938, Grenoble 1946
- Le Village et le paysan de France, París 1941, 1949
- La Vie rurale en France des origines à nos jours, París 1946, 1950